# Lucena (aceite)
Lucena es una denominación de origen protegida (DOP) para los aceites de oliva vírgenes extra que, reuniendo las características definidas en su reglamento, hayan cumplido con todos los requisitos exigidos en el mismo. 

## Zona de producción
La zona geográfica que comprende la Denominación de Origen «Lucena» está situada en el sur de la provincia de Córdoba y comprende 10 municipios, que son: Aguilar de la Frontera, Benamejí, Encinas Reales, Iznájar, Lucena, Montilla, Moriles, Monturque, Puente Genil (la margen derecha del término municipal, limítrofe con la zona conocida como Miragenil) y Rute. La zona de elaboración y envasado coincide con la de producción.
Esta zona abarca una superficie total de 126.747 ha, de las cuales 72.438,44 ha, se dedican al cultivo del olivar. Prácticamente todos los municipios dedican más del 40% de su superficie al cultivo del olivo.

## Variedades aptas
El aceite protegido con esta [denominación de origen) es obtenido del fruto «de vuelo» de los olivos (Olea Europea) de la variedad Hojiblanca como variedad principal también conocida como Lucentina (superior al 90%) y de otras variedades secundarias aceptadas (Arbequina, Picual, Lechín, Tempranilla, Ocal, Campanil y Chorruo), exclusivamente por procedimientos físicos o mecánicos, mediante extracción a baja temperatura que no altera la composición química de los aceites, conservando así el sabor, aroma y características del fruto del que procede.